# Vall de Vinaixa
La Vall de Vinaixa és un Espai natural protegit amb un relleu ondulat i amb la presència d'alguns turons als municipis d'Omellons i Vinaixa (Les Garrigues). Presenta una barreja agrícola i forestal molt interessant que en potencia la diversitat i conté espècies d'elevat valor natural com l'àguila cuabarrada. La declaració d'aquest espai té com a objectiu principal la conservació d'aquesta espècie.

## Medi físic
L'espai natural de la Vinaixa es caracteritza per una morfologia ondulada del terreny, on dominen les margues calcícoles i els elements calcaris en general.

## Biodiversitat
La funció principal dels espais naturals protegits de Catalunya és conservar mostres representatives de la fauna, la flora i els hàbitats propis del territori, de manera que es puguin desenvolupar els processos ecològics que donen lloc a la biodiversitat (l'àmplia varietat d'ecosistemes i éssers vius: animals, plantes, els seus hàbitats i els seus gens).
L'espai natural presenta una vegetació amb una barreja agrícola i forestal molt interessant que en potencia la diversitat i conté espècies d'elevat valor natural com l'àguila cuabarrada (Hieraeetus fasciatus).

### Vegetació i flora
La vegetació és dominada per masses boscoses de pi blanc (Pinus halepensis), matollars de garric (Quercus coccifera), combinats amb àrees agrícoles on es cultiva l'olivera i l'ametller, amb algunes clapes de cereal.

### Fauna
En aquest espai hi habita l'àguila cuabarrada (Hieraaetus fasciatus). En el cas de l'ENP Vall de Vinaixa les espècies presents són: Circaetus gallicus, Aquila chrysaetos, Hieraaetus pennatus, Hieraaetus fasciatus, Burhinus oedicnemus, Bubo bubo, Caprimulgus europaeus, Alcedo atthis, Calandrella brachydactyla, Galerida theklae, Lullula arborea, Anthus campestris, Oenanthe leucura, Sylvia undata, Emberiza hortulana.
L'agricultura és segurament l'activitat humana més estesa en aquest espai natural protegit.

## Declaració, planificació i gestió
L'Espai Natural Protegit de la Vall de Vinaixa va ser incorporat al PEIN pel Decret 328/1992, pel qual es va aprovar el PEIN. Aquest Espai va ser declarat espai Natura 2000 l'any 2006 mitjançant l'Acord del Govern 112/2006, de 5 de setembre, que aprova la xarxa Natura 2000 a Catalunya (DOGC 4735, de 6-10-2006).

## Aspectes socioeconòmics d'interès
Usos del sòl:
Boscos - 48,33%
Terres agrícoles i àrees antròpiques - 38,83%
Vegetació arbustiva i herbàcia - 12,84%

## Impactes i vulnerabilitat natural

### Impacte
Entre els impactes que es troben en aquest espai destaquen les activitats extractives i la pressió urbanística.

### Vulnerabilitat natural
L'àguila cuabarrada es mostra vulnerable a les alteracions en l'hàbitat i a la freqüentació humana de les zones sensibles.